# Wer angibt, hat mehr vom Leben
Wer angibt, hat mehr vom Leben  ist ein Dokumentarfilm von Hannelore Conradsen und Dieter Köster aus dem Jahre 1999. Schein ist hier alles, das Sein eher ein Fremdwort im Leben der sogenannten Angeber Jana und Alina, die mit ihren Eltern aus Russland nach Berlin gekommen sind, Sandra, die es schon zur Miss Arabella gebracht hat und auch beim älteren Krankenpfleger Rainer, der seine Leidenszeit im Stasi-Gefängnis zum Zwecke der Selbstüberhöhung nutzt, spielt das Angeben eine große Rolle.

## Handlung
Sie wollen gefallen um jeden Preis, jene vier Protagonisten, die der Film an ihrem Wochenende in Berlin begleitet. Sandra färbt ihre Haare extrem hellblond, damit sie auch in der Masse immer heraussticht. Blond sein, ist für sie eine Lebenshaltung. Sie kleidet sich immer ladylike und trotz ihrer beträchtlichen Größe trägt sie Schuhe mit sehr hohen Absätzen- auch beim Abwasch. Das richtige Image ist für Sandra alles, ob wirklich etwas dahinter steckt, bleibt für sie zweitrangig. Mit ihrem Freund jagt sie von einem Casting zum anderen und kommt dabei unvermittelt mit Professorinnen und den Studentinnen einer Modehochschule zusammen. Auf einmal spielt die Realität in ihre Träume hinein und sie schafft es mit deren futuristischen Abendroben ins wirkliche Blitzlichtgewitter.
Die Schülerinnen Jana und Alina wollen um jeden Preis gefallen. Sie glauben zu wissen, dass Mitschüler mit reichen Eltern dies automatisch schaffen werden, ob klug oder dumm. Ihnen jedoch helfe keiner. Mit ganz eigenen Mitteln schaffen sie es selbst – bis in Fernseh-Talk-Shows – und erzählen dort unwahre Geschichten über ihre wahre Freundschaft. Sie wundern sich, dass alle es ihnen zu glauben scheinen.
Hauptsache dazugehören und wahrgenommen werden! Rainer führt als Zeitzeuge Besuchergruppen durch das ehemalige Stasi-Gefängnis. Der Buchautor, Gelegenheitsschauspieler und Krankenpfleger nutzt auch hier sein schauspielerisches Talent, um Bestätigung zu erfahren. Gerade er will nun Sandra sein Know-how vermitteln, wie sie es noch weiter nach oben schaffen könnte.